# Campeonato Sul-Americano de Atletismo Sub-18 de 2018
O Campeonato Sul-Americano de Atletismo Sub-18 de 2018 foi a 24ª edição da competição de atletismo organizada pela CONSUDATLE, para atletas com até 18 anos, classificados como juvenil. O evento foi realizado no Estádio Jefferson Perez, em Cuenca, no Equador, entre 30 de junho e 1 de julho de 2018. Contou com a presença de 14 nacionalidades distribuída em 41 provas, com destaque para o Brasil com 14 medalhas de ouro.

## Medalhistas
Esses foram os resultados do campeonato.

### Masculino
| Evento                      | Ouro                                                                               | Ouro     | Prata                                                                        | Prata    | Bronze                                                                      | Bronze   |
| --------------------------- | ---------------------------------------------------------------------------------- | -------- | ---------------------------------------------------------------------------- | -------- | --------------------------------------------------------------------------- | -------- |
| 100 metros                  | Gian Carlos Mosquera · Colômbia                                                    | 10.75    | Mateo Vargas · Paraguai                                                      | 10.82    | Steeven Salas · Equador                                                     | 10.92    |
| 200 metros                  | Lucas Vilar · Brasil                                                               | 21.34    | Gian Carlos Mosquera · Colômbia                                              | 21.57    | Alexander Salazar · Panamá                                                  | 21.89    |
| 400 metros                  | Caio de Almeida · Brasil                                                           | 48.20    | Lucas Vilar · Brasil                                                         | 48.34    | Alexander Salazar · Panamá                                                  | 49.64    |
| 800 metros                  | Jhonatan Rodríguez · Colômbia                                                      | 1:54.18  | Jorge Luis Tamay · Equador                                                   | 1:55.82  | Lucas Leite · Brasil                                                        | 1:56.36  |
| 1 500 metros                | Lucas Leite · Brasil                                                               | 4:11.90  | Esteban González · Colômbia                                                  | 4:13.65  | Daniel Taramuel · Equador                                                   | 4:14.00  |
| 3 000 metros                | Antony Saenz · Peru                                                                | 9:07.75  | Julio Palomino · Peru                                                        | 9:12.47  | Dylan Van Der Hock · Argentina                                              | 9:16.74  |
| 10 km marcha atlética       | Oscar Patín · Equador                                                              | 46:54.86 | Kevin Cahuana · Peru                                                         | 47:18.74 | Erik Carhuallanqui · Peru                                                   | 48:13.12 |
| 110 metros barreiras        | Marcos Paulo Ferreira · Brasil                                                     | 13.69    | Eric Vitor Campos · Brasil                                                   | 13.90    | Martín Saenz · Chile                                                        | 13.95    |
| 400 metros barreiras        | Caio de Almeida · Brasil                                                           | 52.09    | João Carlos dos Santos · Brasil                                              | 52.27    | Pedro Garrido · Argentina                                                   | 53.96    |
| 2.000 metros com obstáculos | Diego Muñoz · Colômbia                                                             | 6:26.40  | Julio Palomino · Peru                                                        | 6:28.09  | Leonardo do Nascimento · Brasil                                             | 6:29.11  |
| 4×100 metros estafetas      | Brasil · Lucas Vilar · Marcos Paulo Ferreira · Caio de Almeida · Eric Vitor Campos | 41.33    | Equador · Iván Pizarro · Anderson Marquinez · Mario Landucci · Steeven Salas | 41.69    | Peru · Hugo Carazas · Guillermo Herrera · Santiago Varillas · Jorge Ordemar | 44.19    |
| Salto em altura             | Elton Petronilho · Brasil                                                          | 2.01     | Augusto de Campos · Brasil                                                   | 2.01     | Justin Herrera · Equador                                                    | 2.01     |
| Salto com vara              | Pablo Zaffaroni · Argentina                                                        | 4.90     | José Tomas Nieto · Colômbia                                                  | 4.80     | Santiago Thomson · Colômbia                                                 | 4.70     |
| Salto em comprimento        | Adrian Vieira · Brasil                                                             | 7.45     | Navaro Aboikonie · Suriname                                                  | 7.45     | Daniel Mejicano · Venezuela                                                 | 7.37     |
| Salto triplo                | Kevin Bueno · Equador                                                              | 15.38    | Luciano Mendez · Argentina                                                   | 15.25    | Marco Ponce · Equador                                                       | 15.17    |
| Arremesso de peso           | Nazareno Sasia · Argentina                                                         | 21.40    | Lazaro Bonora · Argentina                                                    | 17.97    | Vitor Gabriel Motin · Brasil                                                | 17.69    |
| Lançamento de disco         | Vitor Gabriel Motin · Brasil                                                       | 58.03    | Nazareno Sasia · Argentina                                                   | 57.19    | Lazaro Bonora · Argentina                                                   | 54.75    |
| Lançamento do martelo       | Luis Alberto Ochoa · Colômbia                                                      | 73.24    | Erick Barbosa · Colômbia                                                     | 73.24    | Julio Nobile · Argentina                                                    | 71.29    |
| Lançamento do dardo         | Pedro Henrique Rodrigues · Brasil                                                  | 74.47    | Joel Benítez · Venezuela                                                     | 70.71    | Ignacio Toledo · Chile                                                      | 69.46    |
| Decatlo                     | Henrique Pereira · Brasil                                                          | 6716     | Jonathan Da Silva · Brasil                                                   | 6387     | Nicolas Viera · Argentina                                                   | 6170     |

### Feminino
| Evento                      | Ouro                                                                               | Ouro     | Prata                                                                                     | Prata    | Bronze                                                                         | Bronze   |
| --------------------------- | ---------------------------------------------------------------------------------- | -------- | ----------------------------------------------------------------------------------------- | -------- | ------------------------------------------------------------------------------ | -------- |
| 100 metros                  | Gabriela Suarez · Equador                                                          | 11.84    | Angie Saray González · Colômbia                                                           | 12.03    | Orangy Jiménez · Venezuela                                                     | 12.06    |
| 200 metros                  | Gabriela Suarez · Equador                                                          | 23.57    | Angie Saray González · Colômbia                                                           | 24.18    | Aimara Nazareno · Equador                                                      | 24.51    |
| 400 metros                  | Jessica Moreira · Brasil                                                           | 56.02    | Erica Cavalheiro · Brasil                                                                 | 56.17    | Eliana Fuentes · Colômbia                                                      | 57.24    |
| 800 metros                  | Laura Acuña · Chile                                                                | 2:13.01  | María Veronica Pérez · Argentina                                                          | 2:13.96  | Eliana Fuentes · Colômbia                                                      | 2:16.27  |
| 1 500 metros                | Laura Acuña · Chile                                                                | 4:44.98  | Irene Navarrete · Equador                                                                 | 4:46.96  | Angie Coronado · Colômbia                                                      | 4:49.55  |
| 3 000 metros                | Alejandra Sierra · Colômbia                                                        | 10:29.36 | Inocencia Huacasi · Peru                                                                  | 10:37.64 | Angie Coronado · Colômbia                                                      | 10:39.26 |
| 5 km marcha atlética        | María Villalva · Equador                                                           | 24:17.79 | Freysi Donaires · Peru                                                                    | 25:44.56 | Norita Huamani · Peru                                                          | 25:53.91 |
| 100 metros barreiras        | Aimara Nazareno · Equador                                                          | 13.86    | Daniela Mena · Colômbia                                                                   | 13.95    | Valeria Cabezas · Colômbia                                                     | 13.99    |
| 400 metros barreiras        | Valeria Cabezas · Colômbia                                                         | 59.64    | Jessica Moreira · Brasil                                                                  | 60.42    | Vivica Ifeoma Ilobi · Brasil                                                   | 62.52    |
| 2.000 metros com obstáculos | Veronica Hilario · Peru                                                            | 7:18.30  | María Eugenia Once · Equador                                                              | 7:24.35  | Lesli Chasiluisa · Equador                                                     | 7:37.68  |
| 4×100 metros estafetas      | Equador · Gloria Rampay · Aimara Nazareno · Nicole Jazmine Chala · Gabriela Suarez | 46.94    | Brasil · Thais Michele da Silva · Erica Cavalheiro · Vivica Ifeoma Ilobi · Vitoria Jardim | 47.28    | Peru · Jasmin Figueroa · Mariana Olivares · Karina Iwamoto · Gabriela Gabriela | 49.52    |
| Salto em altura             | Arielly Monteiro · Brasil                                                          | 1.73     | Indiana Holgado · Argentina                                                               | 1.65     | Monica Montero · Chile                                                         | 1.65     |
| Salto com vara              | Karen Bedoya · Colômbia                                                            | 3.60     | Luciana Gómez · Argentina                                                                 | 3.55     | Javiera Contreras · Chile                                                      | 3.50     |
| Salto em comprimento        | Rocio Muñoz · Chile                                                                | 6.04     | Lissandra Campos · Brasil                                                                 | 5.99     | Sofía Aylén Levrino · Argentina                                                | 5.76     |
| Salto triplo                | Nerisnelia Sousa · Brasil                                                          | 12.68    | Monifah Latavia Djoe · Suriname                                                           | 12.46    | Rocio Muñoz · Chile                                                            | 12.28    |
| Arremesso de peso           | Lorna Zurita · Equador                                                             | 15.84    | Rafaela de Sousa · Brasil                                                                 | 15.52    | Javiera Bravo · Chile                                                          | 14.70    |
| Lançamento de disco         | Merari Herrera · Equador                                                           | 44.97    | Dahiana López · Uruguai                                                                   | 40.17    | Esmirnova Borja · Equador                                                      | 39.30    |
| Lançamento do martelo       | Carolina Ulloa · Colômbia                                                          | 65.92    | Silenis Vargas · Venezuela                                                                | 62.31    | Valentina Clavería · Chile                                                     | 60.57    |
| Lançamento do dardo         | Yuleixi Angulo · Equador                                                           | 54.33    | Lucerys Suarez · Colômbia                                                                 | 49.95    | Avigail Pino · Colômbia                                                        | 49.27    |
| Heptatlo                    | Sara Isabel García · Colômbia                                                      | 5036     | Larissa de Souza · Brasil                                                                 | 4335     | Genesis Foronda · Equador                                                      | 4146     |

### Misto
| Evento                 | Ouro | Ouro    | Prata | Prata   | Bronze | Bronze  |
| ---------------------- | --- | ------- | --- | ------- | --- | ------- |
| 8×300 metros estafetas | Brasil · João Carlos dos Santos · Erica Cavalheiro · Lucas Vilar · Jessica Moreira · Vitoria Jardim · Marcos Paulo Ferreira · Vivica Ifeoma Ilobi · Caio de Almeida | 4:54.20 | Equador · Miguel Ángel Maldonado · Andrés Gaigua · Britney Pachito · Andreina Minda · Ángel David Paredes · Ruth Ramírez · Isabel Cristina Oyervide · Kenny Leon | 5:04.98 | Colômbia · Sebastián Barrera · Eliana Fuentes · Daniela Mena · Gian Carlos Mosquera · Alejandra Sierra · Valeria Cabezas · José Tomas Nieto · Jhonathan Rodríguez | 5:15.01 |

## Quadro de medalhas
A contagem de medalhas foi publicada. 
| Ordem | País      | Medalha de ouro | Medalha de prata | Medalha de bronze | Total |
| ----- | --------- | --------------- | ---------------- | ----------------- | ----- |
| 1     | Brasil    | 14              | 11               | 5                 | 30    |
| 2     | Equador   | 10              | 6                | 9                 | 25    |
| 3     | Colômbia  | 9               | 8                | 8                 | 25    |
| 4     | Argentina | 3               | 6                | 6                 | 15    |
| 5     | Chile     | 3               | 0                | 6                 | 9     |
| 6     | Peru      | 2               | 5                | 4                 | 11    |
| 7     | Suriname  | 0               | 2                | 0                 | 2     |
| 8     | Venezuela | 0               | 1                | 2                 | 3     |
| 9     | Paraguai  | 0               | 1                | 0                 | 1     |
| 9     | Uruguai   | 0               | 1                | 0                 | 1     |
| 11    | Panamá    | 0               | 0                | 2                 | 2     |
|       | TOTAL     | 41              | 41               | 41                | 124   |